# Josep Pujol i Brull

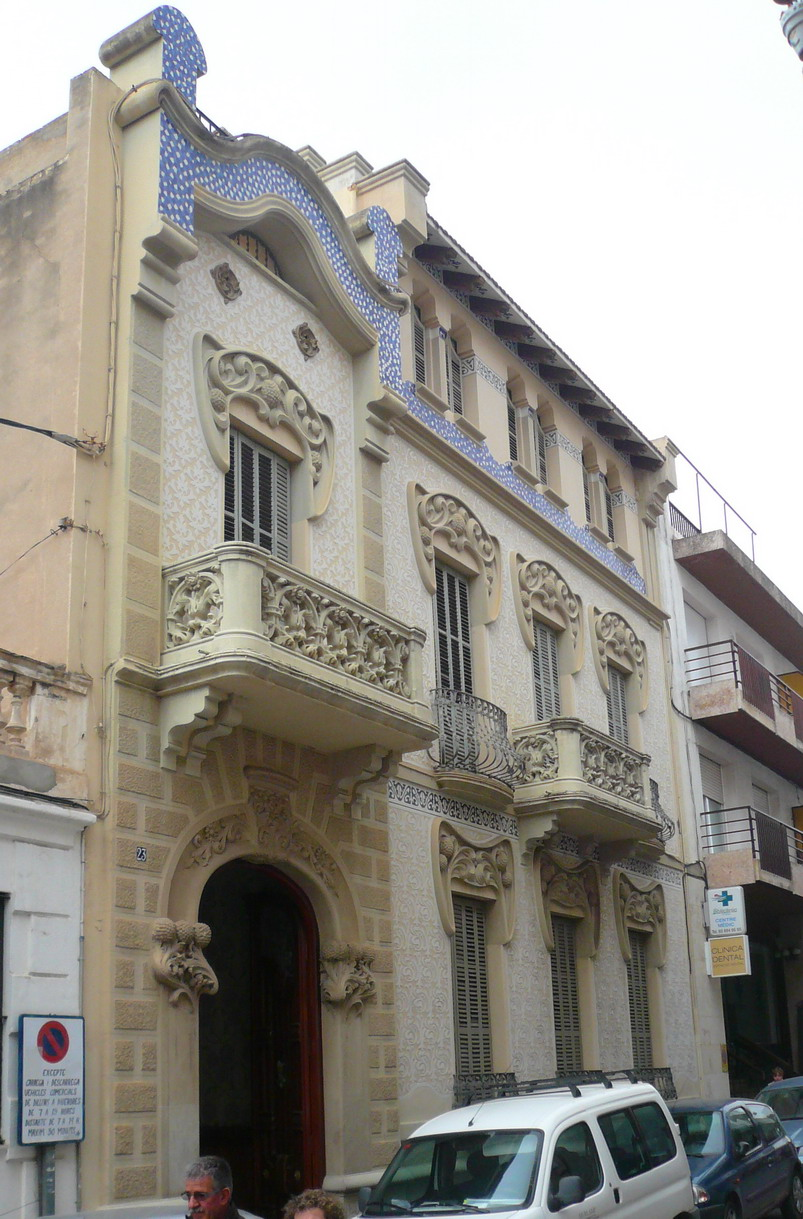
La casa Pere Carreras i Robert, a Sitges

Josep Pujol i Brull   (Cornellà de Llobregat, 1871 - Alella, 14 de setembre de 1936) va ser un arquitecte, pintor i intel·lectual català de començaments del segle xx.

## Biografia
Era fill de Baldiri Pujol i de Assumpta Brull, i vidu de Cristina Puig del Campo, amb qui va tenir dues filles, Montserrat i Rosari.
Es titulà a l'Escola Superior d'Arquitectura de Barcelona el 20 de desembre de 1899. Amb una tasca constructiva a cavall, sobretot, de Barcelona i Igualada, les seves obres més conegudes són possiblement la Torre Boyer d'Igualada i la casa Pere Carreras i Robert de Sitges (del 1906-1907). Pels voltants del 1907 va fer un plànol per a la reforma de la casa Manuel Planas de Sitges, però tradicionalment es considera que l'obra va ser del mestre de cases Gaietà Miret i Raventós. El 1911 rebé la medalla d'or i diploma d'honor de la República del Salvador per un projecte que, conjuntament amb el també arquitecte Manuel Vega i March, havia presentat per a la construcció d'un teatre a la capital del país.
A més de la seva faceta de pintor, com a il·lustrador realitzà postals per a la Unió Catalanista pels voltants de 1912 i intervingué en la primera edició de Marines i boscatges de Joaquim Ruyra (Barcelona: Joventut, 1903).
En el camp literari va ser l'autor de la lletra de la sardana coral d'Enric Morera, Marinesca (ca 1898), el traductor al castellà de l'obra de teatre d'Àngel Guimerà Gal·la Placídia i al català de l'obra Torquemada en la hoguera de Benito Pérez Galdós (1903 Torquemada en el foch). Fou jurat del concurs de teatre que la revista Teatralia convocà el 1909. Col·laborà amb Adrià Gual en algunes funcions del seu Teatre Íntim, i el 1902 l'agrupació li estrenà La Oreneta: cuadro dramátich en un acte y en vers amb música d'Enric Morera. El seu poema Fantasia d'amor va ser guardonat al Vuitè Certamen Literari d'Olot, el 1897.
Escrigué en les revistes Joventut (1900, 1902), Arquitectura y construcción (1902), La Il·lustració Catalana (on el 1903 criticava l'obra del moblista Gaspar Homar a l'article Marqueteria, plafons decoratius).
L'any 1907 dirigí la col·locació d'una tanca per protegir el Pi de les Tres Branques.
El 1899 es casà amb Cristina Puig del Campo, i n'enviudà el 1908; tingueren dues filles, Montserrat i Roser. Un germà seu (tingué també tres germanes, Concepció, Isabel i Assumpció), Adolf Pujol i Brull, va ser un cirurgià i ginecòleg eminent que el 1923 fundà la Clínica Pujol i Brull (Enric Granados, 83) a Barcelona. Segons l'acta de defunció, va morir als 65 anys, al carrer de Verdaguer, 12 d'Alella. El succeïren en la direcció de l'establiment els seus fills Adolf (-1989) i Carles Pujol i Llusà, fins que tancà el 2002.

## Galeria

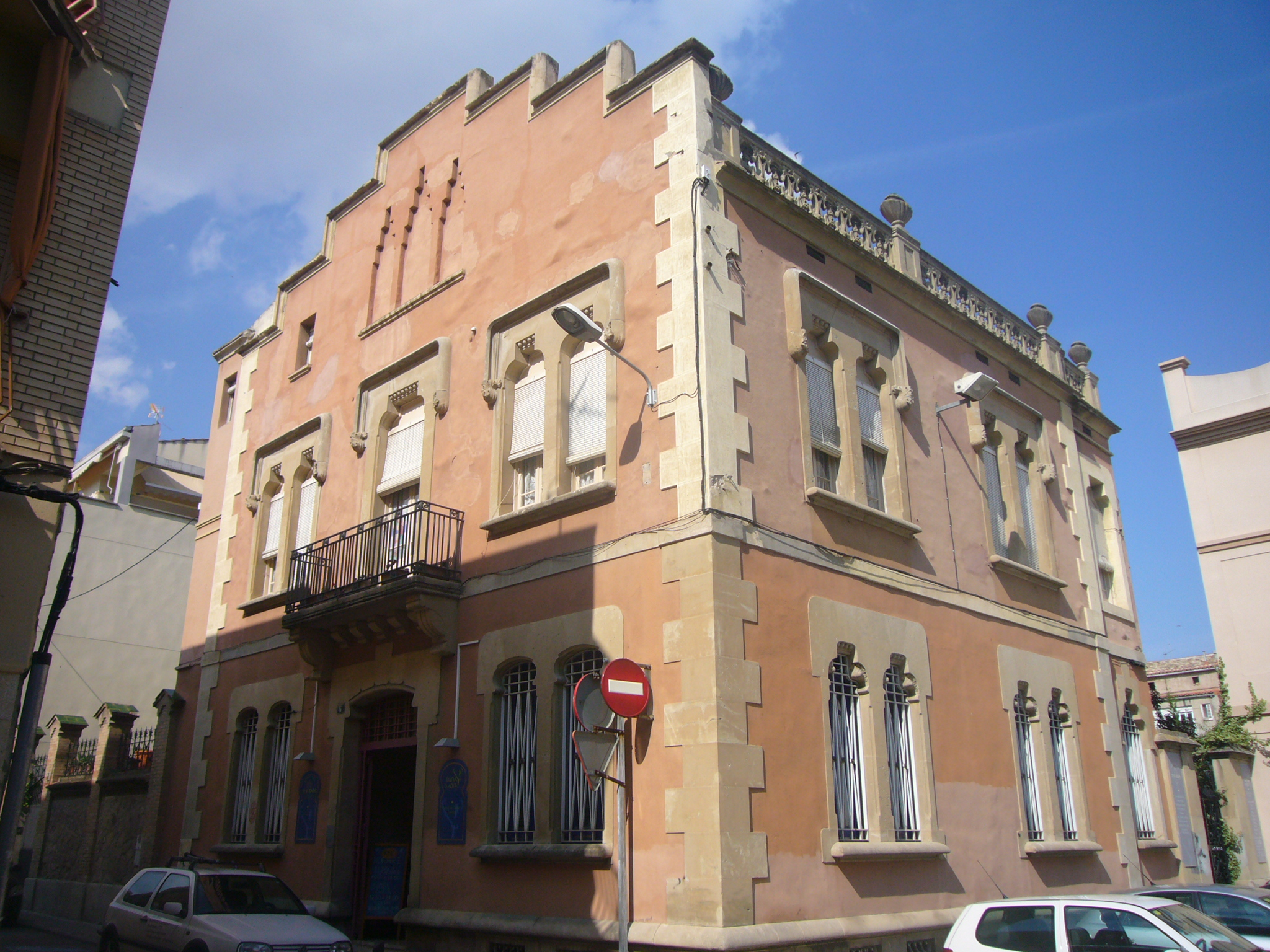
Casa Cal Rates a la plaça d'Espanya d'Igualada (1901)
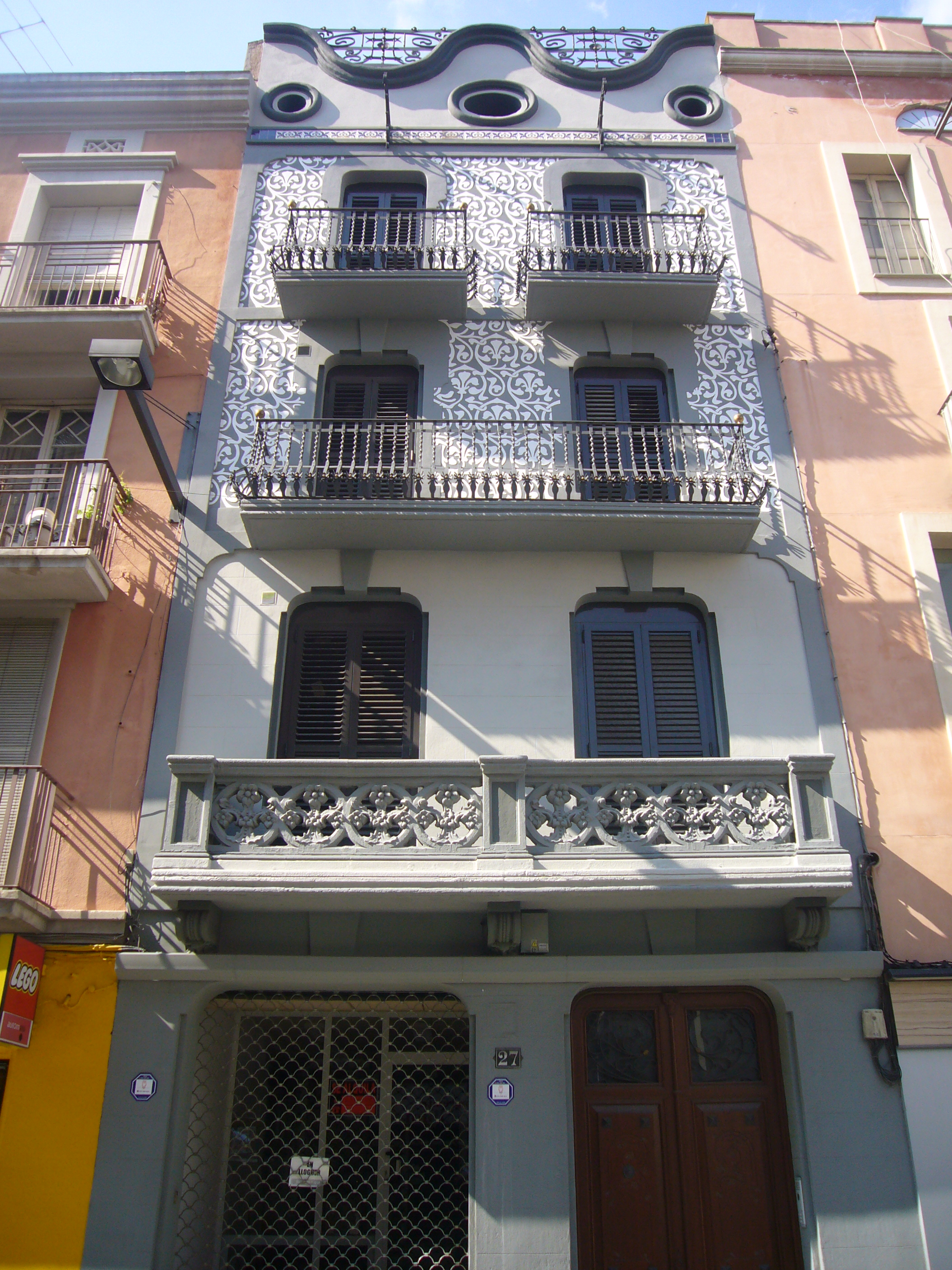
Casa Aleix Gabarró. Rambla Nova, 27 d'Igualada (1902)
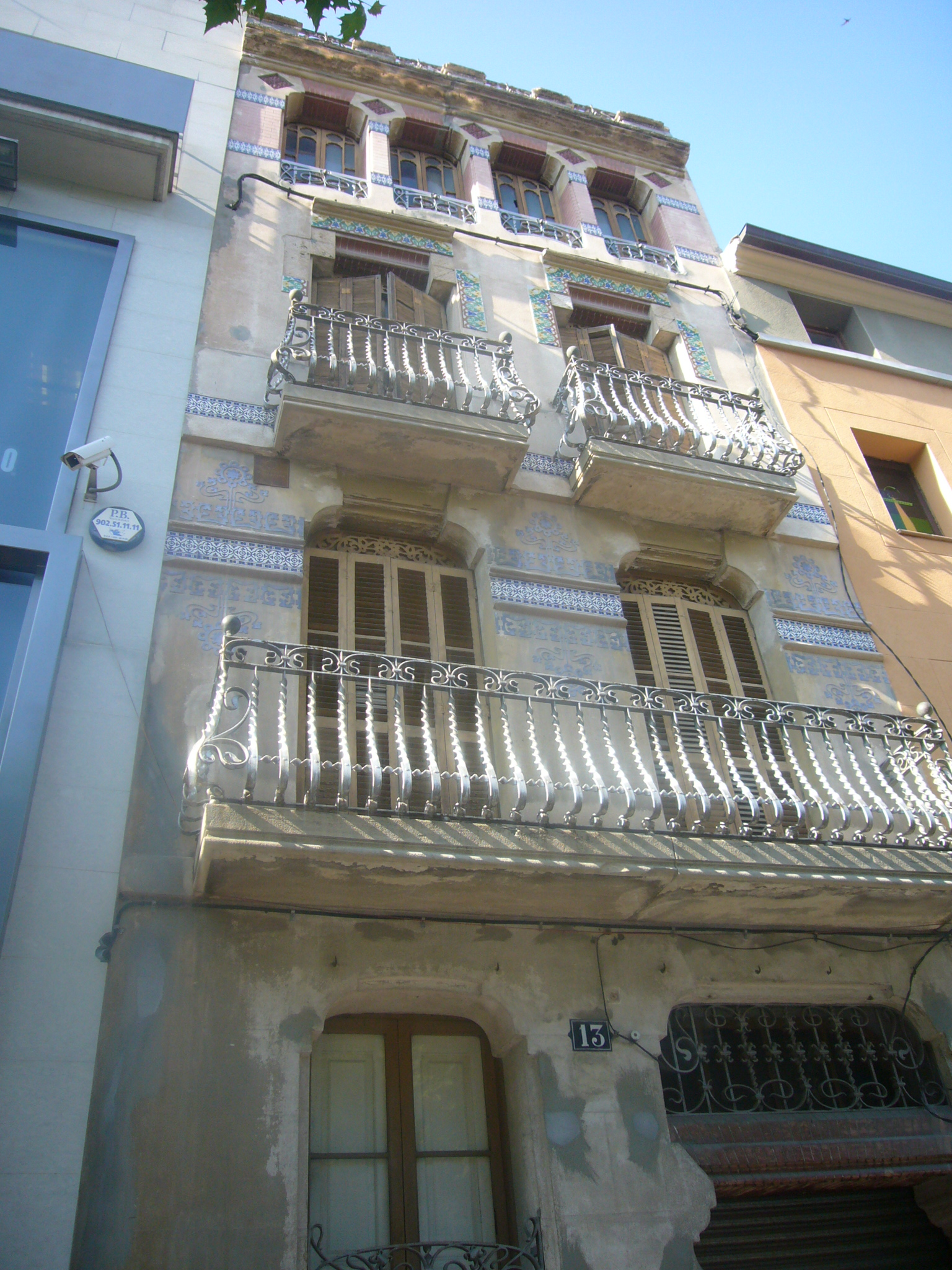
Casa Francesc Ollé, a la Rambla Sant Isidre, 13, d'Igualada (1903)
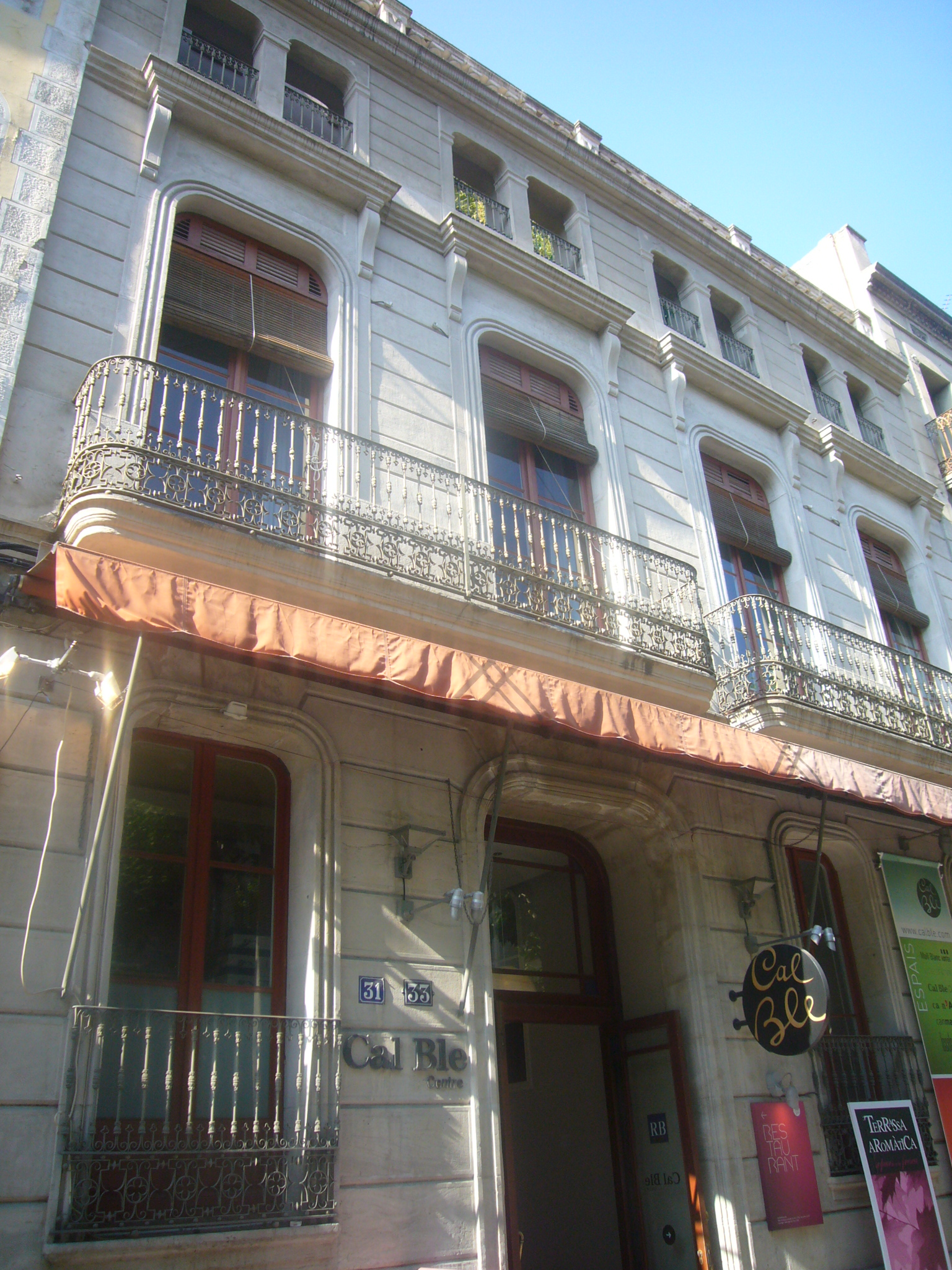
Torre Boyer. Rambla Sant Isidre, 31, d'Igualada (1920)
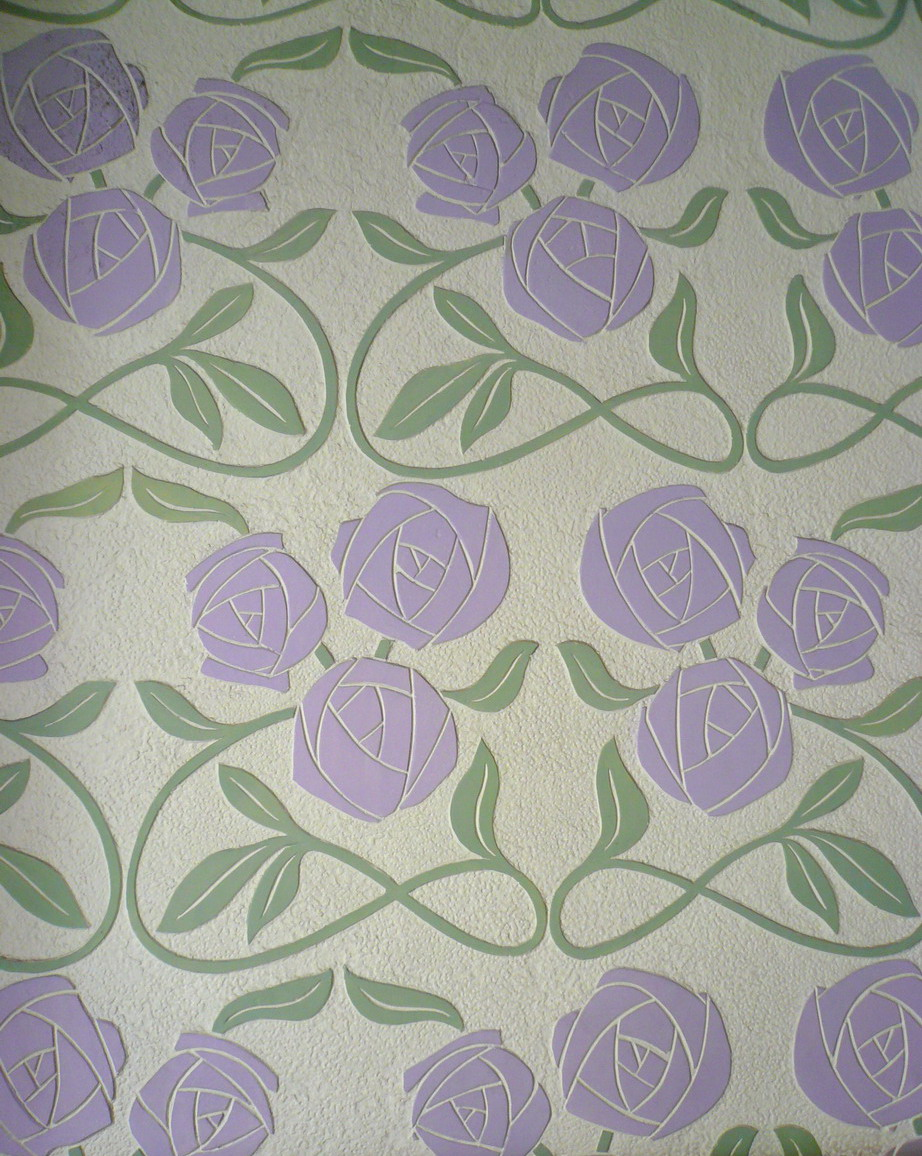
Casa Pere Carreras: Estucat del vestíbul

## Obres
- 1901, Cal Rates a la plaça d'Espanya 1, a Igualada[11]
- 1902, Casa Aleix Gabarró i Castelló a la Rambla Nova, 27 d'Igualada, conjuntament amb Pau Riera i Galtés[12]
- 1902, reforma de la Casa Gubern (Edifici Condeminas) al Passeig de Colom, 11 de Barcelona
- 1903, Casa Francesc Ollé, antiga Agència de la Igualadina, a la Rambla de Sant Isidre 13, d'Igualada[13][11]
- 1904, reforma de la Casa Josep Vias i Paloma al carrer de Tacó, 15 de Sitges
- 1906, Casa Pere Carreras i Robert de Sitges al carrer de Francesc Gumà, 23
- 1907, projecte de reforma de la casa Manuel Planas de Sitges, no portat a terme
- 1909, tres naus industrials per a Baldomer Rovira al carrer de Zamora, 72-76 de Barcelona[14]
- 1909-1910, Casa Melcior, a la plaça de Sant Francesc de Lleida, en un projecte d'autoria dubtosa (compartida?) amb Francesc de Paula Morera i Gatell[15]
- 1910, Granja de Can Llevallol, al Parc de Collserola[16]
- 1911, Casa Joaquim Mateo i Eudal al carrer del Carme, 34[17] de Barcelona
- 1912, tres edificis de la Fábrica de Duelas Vda. de Llusa y R. Masia en el barri de Buenabista-Altza, a Donostia. Cremades a l'any 1918, foren reconstruïdes en estil modernista per Francesc Guàrdia i Vial[18]
- 191?, dues naus al Poblenou de Barcelona, adaptades el 1919 per Manuel Joaquim Raspall i Mayol per encabir-hi el Cinema Ideal[cal citació] (actualment Estudis Ideal), al carrer del Doctor Trueta, 196-198 de Barcelona
- 1920, Torre Boyer d'Igualada (a la Rambla de Sant Isidre 31-33, actualment restaurant Cal Ble)[3]
  - 1920, naus industrials Bella a Igualada[14]
- 1922, Casa Sebastià Murtra al carrer de la Legalitat 10 de Barcelona[19]
- 1929, Projecte a l'Ametlla del Vallès[20]
- Casa del mosaic de Sant Jordi, a la plaça de la Llibertat, 6, al Masnou[21]